# Péter Solymos
Dans le nom hongrois Solymos Péter, le nom de famille précède le prénom, mais cet article utilise l’ordre habituel en français Péter Solymos, où le prénom précède le nom.
Péter Solymos (Törökbecse, 14 décembre 1910 – Budapest, 4 octobre 2000) est un pianiste, professeur de musique et musicologue hongrois.

## Biographie
Péter Solymos étudie à Paris (1937, Lazare Lévy), à Vienne (1930–1932, Franz Schmidt), puis à Budapest avec Ernő Dohnányi (1932–1934). Son répertoire est dominé par les œuvres de Bartók, Debussy et Ravel, ainsi que par les compositeurs hongrois tels Zsolt Durkó, Ferenc Farkas, László Lajtha, András Mihály, József Soproni, Erzsébet Szőnyi, Sándor Veress.
De 1948 à 1997, Sólymos enseigne à l'Académie de musique de Budapest. Parmi les élèves figurent en particulier, István Lantos, Geoffrey Douglas Madge, Alex Szilasi, Klára Körmendi, Zsuzsanna Sirokay, István Kassai. En 1982, il faut partie du jury du concours International Tchaïkovski. Il a édité les éditions hongroises (Edito Musica) des œuvres de Bach, Beethoven et Debussy.
Dès 1973, il a enseigné au Japon.

## Distinction
- 1957 : Prix Franz-Liszt du gouvernement Hongrois.

## Discographie
- Bartók, Sonate pour 2 pianos et percussion (LP Hungaroton)
- Bartók, Improvisations, op. 20 (30 avril 1957, Hungaroton 3508)[5]
- Debussy, Children's Corner, Suite Bergamasque (1970, Hungaroton HRC 1015)
- Debussy, Toccata et Ravel, Sonatine (2 mai 1957, LP Hungaroton 3512)[5]
- Durkó, Psicogramma pour piano (1969, LP Hungaroton SLPX 11363) (OCLC 25346257)